# Zaduszniki (województwo kujawsko-pomorskie)
Zaduszniki – wieś w Polsce położona w województwie kujawsko-pomorskim, w powiecie lipnowskim, w gminie Wielgie.

## Podział administracyjny
| SIMC    | Nazwa    | Rodzaj    |
| ------- | -------- | --------- |
| 0871485 | Podlasie | część wsi |

Do 1954 roku miejscowość była siedzibą gminy Zaduszniki. W latach 1975–1998 miejscowość należała administracyjnie do województwa włocławskiego.

## Demografia
Według Narodowego Spisu Powszechnego (III 2011 r.) liczyła 624 mieszkańców. Jest trzecią co do wielkości miejscowością gminy Wielgie.

## Historia
Wieś znana wcześniej jako Kuczyno. Nazwa Zaduszniki pojawia się po raz pierwszy w 1321 r., w akcie rozgraniczania diecezji płockiej i włocławskiej. W połowie XV w. dobra zadusznickie znalazły się w rękach Chodowskich i Orłowskich. W połowie XVII w. właścicielami stają się Kuczkowscy. Jeden z nich, Anzelm Wojciech Kuczkowski, był właścicielem majątku od 1818 r. Następnie Zaduszniki zmieniają właścicieli w drodze sprzedaży – w 1827 r. Wojciech Kuczkowski sprzedał je Stefanowi Paprockiemu, ten zaś Franciszkowi Zdrojewskiemu. W 1858 r. nabywa je Hipolit Dunin-Wąsowicz, który poprzez odziedziczenie Jasienia, zakup Wyczałkowa i Kamienia Kmiecego stał się posiadaczem jednego z większych majątków w tym czasie na ziemi dobrzyńskiej. W trzeciej ćwierci XIX w. wybudowano pałac. W 1921 r. w drodze licytacji Zaduszniki zostały kupione przez Gustawa Woyniłłowicza, który był ich właścicielem do 1939 r.
Po 1945 r. w pałacu urządzono szkołę, która istnieje do dziś.

## Zabytki
Według rejestru zabytków NID na listę zabytków wpisane są:
- kościół parafialny pw. Nawiedzenia Najświętszej Marii Panny, lata 1873-1875, nr rej.: A/425 z 8.05.1988
- zespół dworski z końca XIX w., nr rej.: A/720/1-2z 7.02.1994:
  - dwór
  - park, połowa XIX w.